# Fitness
Pour les articles homonymes, voir fitness (homonymie).

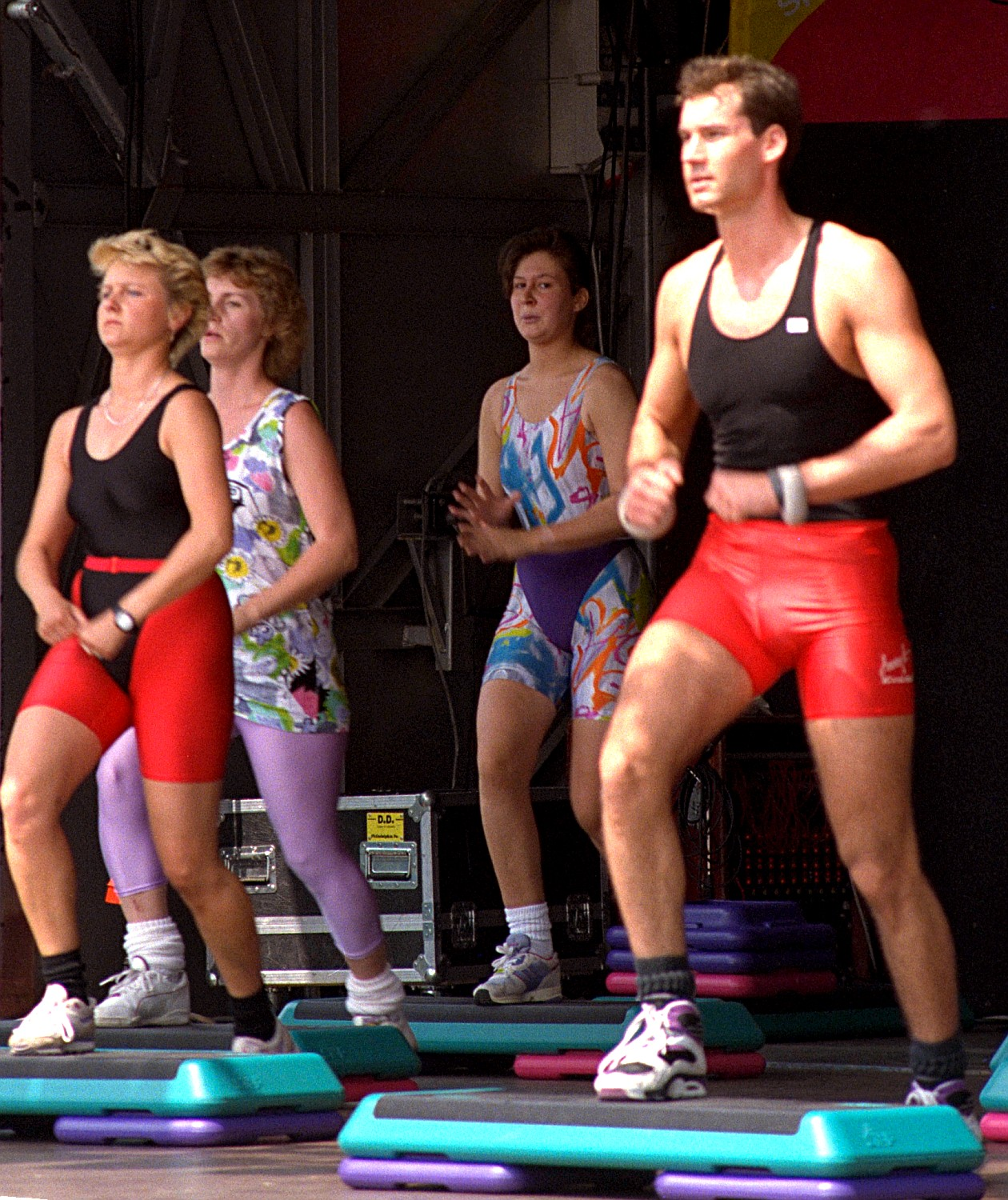
Démonstration d'exercices d'aérobic

Le fitness (abréviation de l'expression anglaise physical fitness, « forme physique »), aussi appelé la gymnastique de forme ou l'entraînement physique, désigne un ensemble d'activités physiques permettant au pratiquant d'améliorer sa condition physique et son hygiène de vie, dans un souci de bien-être.

## Historique

### Aux États-Unis
Le fitness trouve ses origines dans l'aérobic (gymnastique modelant le corps par des mouvements effectués en musique), qui lui-même naît de la danse jazz.
Le souci du bien-être et de la silhouette s'est accentué aux États-Unis après la Seconde Guerre mondiale, mais on dit que c'est le docteur Kenneth H. Cooper (un docteur en médecine et ancien colonel de l'armée de l'Air de l'Oklahoma) qui a inventé, dans les années 1970, ce concept en essayant de mettre au point une méthode d'entraînement pour les sédentaires, qu'il extrapole à partir de celui des Marines, en activant notamment le système cardio vasculaire, pour offrir une alternative à la musculation. Afin de prouver l'utilité de ses exercices, il publie un ouvrage intitulé Aérobics où l'officier des forces armées aériennes américaines explique en quoi le fitness renforce le système cardio-vasculaire.[réf. nécessaire]
Dans les années 1970, le mouvement aérobic se développe, se consolide et surtout devient médiatique sous l'impulsion de Jane Fonda. Celle-ci crée sa propre méthode de travail qu'elle nomme Work Out.
En 1986, Gin Miller crée les cours d'une composante majeure du fitness : le step.
Dans les années 1990, les BTS (body training system) font leur apparition et donnent lieu à ce que l'on appelle : body pump, body balance, body combat, body attack, body jam…

### En France
Dans les années 1980, le fitness arrive en France. Véronique et Davina sont les précurseures d'un nouveau mouvement qui prend de l'ampleur. C'est l'émission télévisée Gym Tonic qui les révèle au grand public et apporte le tube intergénérationnel : toutouyoutou.
En 2016, le marché du fitness, et plus généralement des sports en salle, affiche une croissance supérieure à la moyenne européenne, et atteint le  chiffre de 5 million d’abonnés . En 2019, le chiffre de 6 millions d'abonnés est atteint par les 4370 salles que compte le pays, mais en 2020, à la suite de la crise de la covid-19, les salles de sport sont confrontées à une résiliation importante des abonnements, alors que de plus en plus de personnes s'équipent d'appareils à la maison. Dans les grandes villes comme Paris, les professionnels du marché tentent de réinventer un modèle axé sur le premium.
En France en 2023, le marché du fitness a connu une croissance significative malgré sa quatrième position en termes de membres. Le pays a enregistré la croissance la plus importante entre 2021 et 2022, avec une augmentation de 16 % du nombre d'adhérents, totalisant 4,7 millions de membres. La pratique sportive régulière a également augmenté, avec 59 % des personnes de 15 ans et plus ayant pratiqué une activité physique au moins une fois par semaine. Malgré une stabilisation de la pratique sportive en 2023, le secteur du fitness reste dynamique, avec de nombreux Français détenant un abonnement dans une salle de sport, contribuant à faire de la France le quatrième marché du fitness en Europe après l'Espagne, l'Allemagne et le Royaume-Uni.

## Description
Les activités de remise en forme font appel à :
- l'entraînement cardiovasculaire[1] (en anglais cardio training, « exercices cardiovasculaires »), qui regroupe les activités d'endurance pratiquées à l'intérieur à l'aide de simulateur-ergomètres, comme le cycloergomètre (vélo d'appartement), le tapis de course, l'elliptique, le tapis de marche, le simulateur d'escaliers, le flexstrider, le rameur, etc. ;
- la gymnastique rythmique, ou aérobic, qui s'articule essentiellement autour de cours collectifs en musique chorégraphiés (step…) ou du renforcement musculaire à base de poids légers (culture physique…) ou sans charge (cours « abdos cuisses fessiers »…).

Du fait de l'utilisation de poids massifs, la musculation n'est pas considérée comme étant du fitness.
De plus, en fitness il existe des matériaux et accessoires individuels légers comme la corde à sauter, le swiss ball et le waff.